# Berenice (Händel)
Berenice (HWV 38) è un'opera in tre atti di Georg Friedrich Händel basata su un libretto di Antonio Salvi in italiano, scritto in Italia nel 1709 ed originariamente intitolato Berenice, regina d'Egitto.
La prima fu eseguita al Covent Garden Theatre di Londra il 18 maggio 1737. Non ebbe successo e fu replicata solo quattro volte.
La storia è basata sulla vita di Cleopatra Berenice III, figlia di Tolomeo IX (il ruolo principale nell'opera di Händel Tolomeo) ed è ambientata attorno all'81 a.C.

## Storia
Händel, di origine tedesca, dopo aver trascorso una parte della sua carriera iniziale in Italia, componendo opere ed altra musica, si stabilì a Londra, dove nel 1711 aveva portato l'opera italiana per la prima volta con il Rinaldo, un enorme successo, che creò a Londra una vera e propria mania per l'opera seria italiana, una forma musicale che all'epoca era incentrata quasi esclusivamente sulle arie solistiche per i cantanti di prima grandezza. Händel per anni presentò nuove opere a Londra con grande successo. Una delle principali attrazioni nelle opere di Händel era il castrato Senesino il cui rapporto con il compositore era spesso burrascoso e che alla fine abbandonò la compagnia del compositore per esibirsi con la rivale Opera della Nobiltà, istituita nel 1733. Händel si spostò in un altro teatro, il Covent Garden, e ingaggiò diversi cantanti, ma non c'erano abbastanza ascoltatori di opera a Londra e nemmeno sostenitori aristocratici per tenere in piedi due teatri d'opera in una sola volta, ed entrambe le compagnie si trovarono in difficoltà. Nessuna delle tre nuove opere di Händel nella stagione 1736-1737 ripeté il successo delle sue precedenti ed egli ebbe un crollo nel suo stato di salute, come riportato dal suo amico Lord Shaftesbury:
Anche se non è stata mai più eseguita di nuovo durante la vita di Händel ed anche per molti anni dopo, con la rinascita di interesse per la musica barocca ed il nuovo concetto di esecuzioni storicamente consapevoli a partire dagli anni 1960, Berenice, come tutte le opere di Händel, viene eseguita al giorno d'oggi in festival e teatri d'opera di tutto il mondo. Fra le altre esecuzioni nel 2011 Berenice fu messa in scena al Theater an der Wien.

## Ruoli

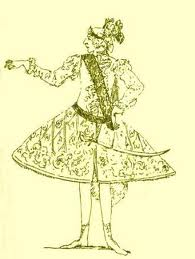
Caricatura di Gizziello, creatore del ruolo di Alessandro

| Ruolo                        | Voce               | Cast della prima, 18 maggio 1737 |
| ---------------------------- | ------------------ | -------------------------------- |
| Berenice, Regina d'Egitto    | soprano            | Anna Maria Strada del Pò         |
| Selene, sua sorella          | contralto          | Francesca Bertolli               |
| Alessandro, un nobile romano | soprano castrato   | Gioacchino Conti ("Gizziello")   |
| Demetrio, un principe        | contralto castrato | Domenico Annibali                |
| Arsace, un altro principe    | contralto          | Maria Caterina Negri             |
| Fabio, messaggero romano     | tenore             | John Beard                       |
| Aristobolo, capitano         | basso              | Henry Reinhold                   |

## Trama

### Atto 1
La scena è l'Egitto, intorno all'anno 80 a.C. La regina Berenice è da tempo innamorata di un principe di Macedonia, Demetrio, ma è stata informata che per il bene del suo paese deve formare un'alleanza con Roma attraverso il matrimonio ed a malincuore ha acconsentito a mettere da parte i sentimenti personali per il dovere. Demetrio è un alleato del nemico dell'Egitto, Mitridate del Ponto. Fabio, l'ambasciatore Romano, presenta la regina all'uomo scelto da loro per essere suo marito, il principe Alessandro di Roma. Alessandro, a prima vista si innamora follemente di Berenice, ma lei non è molto colpita da lui e si risente di essere costretta ad avere un marito in questo modo forzato. 
Fabio dice ad Alessandro che se Berenice rifiuta di sposarlo, egli dovrà al suo posto sposare la sorella, la principessa Selene.
All'insaputa della regina, però, la sorella Selene e Demetrio sono segretamente innamorati l'uno dell'altro e non solo, stanno complottando per chiamare Mitridate in loro aiuto per rovesciare Berenice e mettere Selene sul trono al suo posto. 
Berenice dice alla sorella che dovrà sposare il principe Arbace (che in realtà è innamorato di Selene, ma non lei di lui). Alessandro salva Demetrio da un tentativo di assassinio nel palazzo reale, dopo di che Berenice è più convinta che mai che Demetrio è l'uomo per lei.

### Atto 2
Roma continua a premere perché Alessandro sposi Selene, ora che Berenice lo ha rifiutato, ma la regina sostiene che questo è impossibile dato che Selene è ormai promessa sposa di Arbace. La avvertono che questo significherà la guerra con Roma. Selene spiega a Demetrio che lei non ha alcun desiderio di sposare Arbace ma che non ha scelta. Demetrio vuole uccidere Arbace per vendetta. Arbace si offre di cedere Selene ad Alessandro per evitare la guerra, ma Alessandro non ha interesse a sposare nessuna se non la sua amata Berenice. La regina sente l'uomo che ama, Demetrio, fare fuoco e fiamme per la sua innamorata, la sorella Selene, mentre non si è mai curato nemmeno un po' per la regina, tanto che sta tramando di rovesciarla, allora ordina che Demetrio sia gettato in prigione.

### Atto 3

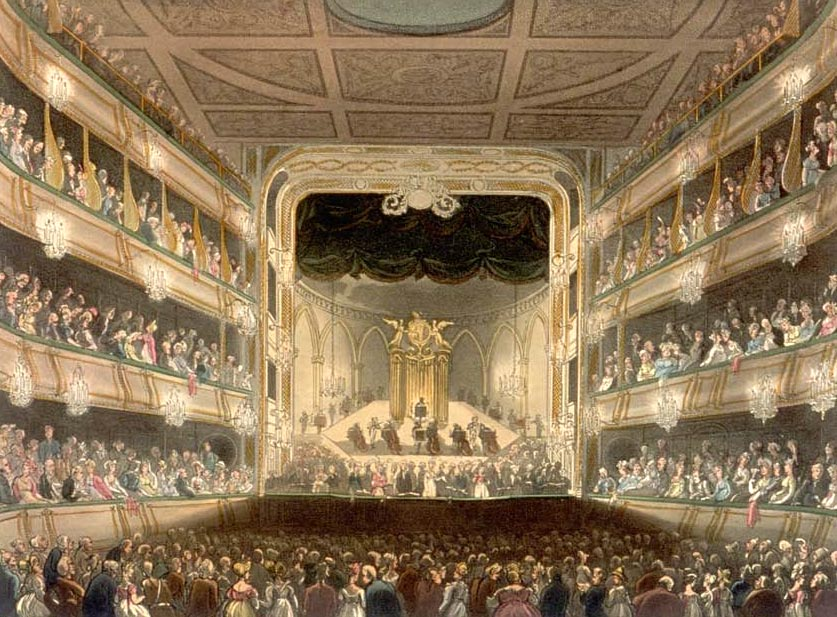
Interno del primo Teatro Reale al Covent Garden dove Berenice fu rappresentata la prima volta

La Regina Berenice, sconvolta per la consapevolezza che all'uomo del suo cuore, Demetrio, non è mai importato nulla di lei e per di più è un traditore, dichiara all'inviato romano Fabio che non le importa più chi si sposerà, si toglie un anello dal dito e lo dà a lui, dicendogli di dare l'anello a chi vuole e chi ritornerà a lei con l'anello sarà l'uomo che lei sposerà. Fabio dona l'anello ad Alessandro. Selene dispera che Demetrio venga mai liberato dalla prigione e promette ad Arbace di sposarlo se lui riuscirà a far rilasciare Demetrio. Alessandro accetta la richiesta di Arbace di aiutarlo nel rilascio di Demetrio e Arbace decide di cercare di convincere la regina dell'amore sincero di Alessandro per lei. Berenice, tuttavia, è ancora furiosa ed emotivamente sconvolta. Ordina che Demetrio sia decapitato e la sua testa mozzata presentata a lei, dopo di che ha intenzione di suicidarsi. Selene supplica la sorella di avere misericordia per Demetrio, ed anche la richiesta di Alessandro e Arbace sollecita la Regina. Alessandro ammette che gli è stato dato l'anello di Berenice da Fabio, ma non voleva usarlo per avere la mano della Regina, perché desidera che lei lo ami per se stesso. Sentendo questo, Berenice è commossa e si rende conto di essere veramente innamorata di Alessandro, dopo tutto. Ordina che Demetrio venga rilasciato dalla prigione e lo perdona, permettendogli di sposare Selene, mentre lei avrà Alessandro come marito.

## Caratteristiche musicali
La partitura dell'opera è piuttosto ridotta, essendo composta solo per archi, oboi e basso continuo. Nonostante le poche repliche che Berenice ha ricevuto, la parte lenta dall'ouverture, che divenne nota come "Il Minuetto da Berenice", è divenuta popolare al di fuori del contesto dell'opera, così come l'aria di Demetrio nel secondo atto, "Si, tra i ceppi ". Händel utilizzò il tema della sinfonia che apre il terzo atto, nella ouverture per la Musica dei fuochi d'artificio Reali.

## Registrazioni
- Una prima registrazione con Julianne Baird (soprano), Jan Opalach (bass), D'Anna Fortunato (mezzo-soprano) e Drew Minter (controtenore), con la Brewer Baroque Chamber Orchestra diretta da Rudolph Palmer, fu realizzata in compact disc nel 1995 (Newport Classic 1161828).
- Nel 2010, una nuova registrazione in studio diretta da Alan Curtis ed il Complesso Barocco con Klara Ek, Ingela Bohlin, Franco Fagioli, Romina Basso, Mary-Ellen Nesi e Vito Priante fu realizzata da Virgin Classics (3 CDs).